# Église universaliste de Waterloo
L'église universaliste de Waterloo est une église universaliste située à Waterloo, en Estrie, au Québec. En 1988, l'église est citée immeuble patrimonial par la Ville de Waterloo. La Ville l’achète l'année suivante et convertit l'église en salle de spectacle, la maison de la culture de Waterloo.

## Histoire
L'édifice est construit en 1870 pour servir d'église universaliste. La construction est financée par Charles Allen et Spencer Shaw, deux industriels de Waterloo.
En 1913, la loge maçonnique numéro 18 du canton de Shefford devient propriétaire de l'édifice qui servira alors de lieu de rencontre pour quelques dizaines de membres, tous masculins.
En 1988, l'édifice est reconnu comme lieu patrimonial. En 1989, la Ville de Waterloo devient propriétaire de l'édifice et le comité Waterlys en assure l'administration. L'église est convertie en salle de spectacle et porte le nom de La maison de la culture de Waterloo. En 2002, on agrandit la salle de spectacle afin d'y accueillir 220 personnes.